# 야레드 너구스
야레드 너구스(영어: Yared Nuguse, 영어 발음: /ˈjɑːɹ.ɛd nə.ˈɡuːs/, 1999년 6월 1일~)는 미국의 육상 선수로 주 종목은 중거리 달리기이다. 2024년 하계 올림픽 남자 1500m 종목에서 동메달을 획득했고 세계 실내 육상 선수권 대회에서 은메달 1개를 획득했다. 그는 1500m, 1마일, 3000m 달리기 북아메리카 실내 기록을 보유하고 있다.
그의 실외 1500m 개인 기록 3분 27.80초는 세계에서 역대 4번째로 빠른 기록이다.